# Municipio de Progreso (Coahuila)
El municipio de Progreso es uno de los 38 municipios en que se divide el estado mexicano de Coahuila de Zaragoza, se encuentra localizando en la zona centro-este del estado, su cabecera es el pueblo de Progreso.

## Geografía
El municipio de Progreso tiene una extensión territorial de 1,858.30 kilómetros cuadrados que representante el 1.23% de la totalidad de la superficie del estado de Coahuila y se encuentra localizado en la región carbonífera del mismo. Sus límites territoriales corresponden al norte al municipio de Múzquiz, al municipio de Sabinas y al municipio de Juárez, al oeste con el municipio de San Buenaventura, al sur con el Municipio de Escobedo y al sureste y sur con el municipio de Candela. Al este y sur limita con el estado de Nuevo León, donde corresponde al municipio de Lampazos de Naranjo.

### Orografía e hidrografía
El territorio del municipio de Progreso es mayoritariamente plano, con dos excepciones en zonas de sus extremos, en el extremo oeste se encuentra la Sierra Obayos, mientras que en el extremo sureste ingresan al municipio de las últimas estribaciones del norte de la Sierra Pájaros Azules que proviene del vecino municipio de Candela.
La principal corriente de Progreso es el río Aura, que proveniente de Múzquiz atraviesa el municipio en dirección noroeste-sureste y se une al denominado Arroyo Seco para formar el río Salado de los Nadadores, que fluye hacia la Presa Venustiano Carranza en el municipio de Juárez; el territorio íntegro del municipio forma parte de la Cuenca Presa Falcón-Río Salado de la Región hidrológica Bravo-Conchos.

### Clima y ecosistemas
En el municipio de Progreso se registran dos tipos de climas, el mayoritario en su zona central es Seco muy cálido y cálido, mientras que en tres zonas diferenciadas situadas en el extremo oeste, sureste y noreste el clima es clasificado como Seco semicálido, la temperatura media anual en todo el municipio es superior a los 20 °C con la única excepción de una pequeña zona en el extremo noroeste donde se registra un promedio 18 y 20 °C; y la precipitación media anual que se registra en el territorio es de 200 a 300 mm.
La vegetación de la zona es mayoritariamente de matorral desértico, con algunas extensiones de pastizal y otras que se han dedicado a la agricultura mediante sistemas de riego, las principales especies animales que se encuentran son reptiles y roedores.

## Demografía
Los resultados del Conteo de Población y Vivienda de 2005 realizado por el Instituto Nacional de Estadística y Geografía, dan como población total del municipio de Progreso a 3,379 personas de las cuales 1,726 son hombres y 1,653 son mujeres; por el 51.1% de los habitantes son de sexo masculino, la tasa de crecimiento poblacional anual de 2000 a 2005 ha sido de -1.1%, el 31.9% de los pobladores son menores de 15 años de edad, mientras que entre esa edad y los 64 años se encuentra un 57.7% de la población, no existen localidades superiores a 2,500 habitantes que por tanto se puedan considerar urbanas y finalmente el 0.1% de la población de más de 5 años de edad es hablante de alguna lengua indígena.

### Localidades
En el Censo de 2020 el municipio de Progreso contaba con 30 localidades.
| Código INEGI      | Localidad         | Población (2020) |
| ----------------- | ----------------- | ---------------- |
| 050260007         | San José de Aura  | 1 232            |
| 050260001         | Progreso          | 675              |
| Otras localidades | Otras localidades | 1 332            |
| Total municipal   | Total municipal   | 3 239            |

## Política
El gobierno del municipio de Progreso le corresponde al Ayuntamiento el cual es formado por el presidente municipal, el Síndico y un cabildo integrado por seis regidores, de los cuales cuatro son electos por mayoría relativa y dos mediante representación proporcional, todos son electos para un periodo de cuatro años no renovable para el periodo inmediato pero si de manera no continua.
El Ayuntamiento entra a ejercer su cargo el día 1 de enero del año siguiente en que tuvo verificativo el proceso electoral.

### Representación legislativa
Para la elección de Diputados, tanto locales al Congreso de Coahuila, como federales a la Cámara de Diputados de México, el municipio de Progreso se encuentra integrado dentro de los siguientes distritos electorales:
Local:
- V Distrito Electoral Local de Coahuila con cabecera en Ciudad Melchor Múzquiz.[17]

Federal:
- III Distrito Electoral Federal de Coahuila con cabecera en Monclova.[18]

### Presidentes municipales
- (1996 - 1999): Gabriel Montalvo Guerrero
- (1999 - 2002): Marcos de la Cerda García
- (2002 - 2005): Rubén Trejo García
- (2005 - 2008): Federico Quintanilla Riojas
- (2013 - 2017): Abel Alejandro Garza Medellín
- (2017 - 2018): Selene Margarita Lugo Vazquez
- (2018 - 2021): Federico Quintanilla Riojas